# Walbecke
Walbecke ist ein Ortsteil der Stadt Schmallenberg im Hochsauerland.

## Geographie
Der kleine Ort liegt etwa dreizehn Kilometer nordöstlich der Kernstadt Schmallenberg in einer Höhe von 537 Meter über Normalnull. Durch den Ort fließt der gleichnamige Bach Walbecke. Das Landschaftsschutzgebiet Walbecketal südlich Walbecke grenzt südlich ans Dorf und das Landschaftsschutzgebiet Talsystem der Elpe nördlich.

### Nachbarorte
Angrenzende Orte sind Bödefeld, Lanfert, Hiege und Altenfeld.

## Geschichte
Der Ort Walbecke entstand zwischen 1831 und 1835. Im Jahr 1839 lebten in dem dortigen Wohnhaus vier Einwohner. Im Rahmen der Gemeindereform vom 1. Januar 1975 wurde die vormals selbstständige Gemeinde Freiheit Bödefeld, zu der Walbecke, Bödefeld, Hiege und Lanfert gehörten, der neu gegründeten Großgemeinde Stadt Schmallenberg angegliedert.